# ガルシア・ホフレ・デ・ロアイサ
フランシスコ・ホセ・ガルシア・ホフレ・デ・ロアイサ（Francisco José García Jofre de Loaísa, 1490年 - 1526年）は、スペインの貴族。スペイン王カルロス1世の命で、1525年、香料諸島の植民地化のため、大西洋と太平洋を渡る西回り航路の探検を行った。これはロアイサ遠征隊（Loaisa expedition）として知られる。植民地化後の統治や貿易に必要な役人などを同行させたこの遠征隊は、450名以上もの規模となった。
これは1520年に発見されたマゼラン海峡を利用するスペイン初の試みだった。

## 詳細

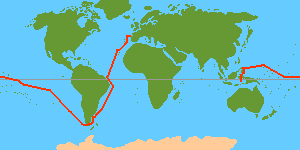
ロアイサの航路

遠征隊は7隻の船で構成された。しかし、船の大きさや耐久性、速度などの性能はまったくばらばらだった。このことは決定的な遅れを多発させ、明らかに大間違いだった。筆頭水先案内人はフアン・セバスティアン・エルカーノで、彼は1519年～1521年のマゼラン遠征隊に参加し香料諸島に行ったことがあり、1522年には喜望峰回りでヨーロッパに帰還した、史上初の世界周航達成者であった。
艦隊は1525年7月24日、ア・コルーニャを出発し、1526年1月にはパタゴニア沖に至った。この時点で2隻の船が艦隊からはぐれていた。その後数週間はまったく悪夢のようだった。艦隊は何とか集合することができたが、マゼラン海峡への突入時、強風でちりぢりになり、2隻が難破、別の1隻は大西洋上で投錨し、遠征隊から離脱してしまった。残り4隻になった艦隊はぼろぼろになりながら5月には太平洋中央部に至ったが、強風のためまたしてもちりぢりになってしまい、もはや再び集合することはできなかった。
その1隻、キャラベル船のサン・レスメス号は、知られていないが、数奇な運命をたどった（フランシスコ・デ・オセスを参照）。小型船サンティアゴ号は北に進路をとり、10,000kmもの航海の後、1526年7月、メキシコ太平洋岸にたどり着いた。これはヨーロッパ人最初の北米西海岸航海となった。サンタ・マリア・デル・パラル号は太平洋を渡りセレベス島に至った。船は沈み、生存者は現地人に殺されるか奴隷となった。うち4名は1528年、メキシコから来た別のスペイン人遠征隊によって助け出された。
旗艦サンタ・マリア・デ・ラ・ビクトリア号は、艦隊の中でただ1隻、香料諸島にたどり着くことができた。1526年9月のことである。その前に、彼らはマゼランがそうしたように、グアムに立ち寄っていた。驚くべきことに、そこでスペイン人を発見した。マゼランの艦隊から脱走したゴンサロ・デ・ビゴであった。彼は太平洋史で最初のヨーロッパ人漂流者だった。

## 結果と評価
ロアイサ、エルカーノ、その他大勢が、太平洋を渡る間に死んだ。アンドレス・デ・ウルダネータと24名だけが生きて香料諸島に上陸したが、ポルトガル人に捕らえられた。ポルトガル人は東インドの拠点から香料諸島に来ていた。ウルダネータと数名は1528年にスペインまで戻ることができ、マゼラン遠征隊の生還者達に次ぐ史上2番目の世界周航達成者達となった。
この遠征隊は2/3以上が死んだと考えられる。
目標達成率からみて、ロアイサ遠征隊は明らかに失敗だった。しかしその低い知名度にもかかわらず、地理的また歴史的観点からみて、大航海時代における最も興味深く波乱に満ちた探検であり、副次的にいくつもの空前の偉業をなした。

## 書籍
- Landín Carrasco, Amancio. España en el mar. Padrón de descubridores. Madrid: Editorial Naval ISBN 84-7341-078-5
- Oyarzun, Javier. Expediciones españolas al Estrecho de Magallanes y Tierra de Fuego. Madrid: Ediciones Cultura Hispánica ISBN 84-7232-130-4.
- Snow, Philip & Waine, Stefanie. The people from the horizon. London: Mclaren Publishing ISBN 0-947889-05-1